# Annibale Tonelli
Annibale Tonelli (La Spezia, 18 febbraio 1913 – Mauthausen, 21 marzo 1945) è stato un poliziotto italiano martire della repressione nazifascista, ricordato tra i funzionari di Polizia che hanno contribuito attivamente alla Resistenza italiana.

## Biografia
Arruolatosi nel Corpo degli Agenti di Pubblica Sicurezza a soli 16 anni, Tonelli prestò servizio nella Regia Marina e nel 1940 venne assegnato al "Corpo di Polizia per l’Albania", operando presso il comando di Tirana durante le operazioni militari sul fronte greco-albanese.
Rientrato in Italia dopo l’8 settembre 1943, fu destinato alla Questura di La Spezia e assegnato all’Ufficio di P.S. di Migliarina. Qui iniziò a collaborare clandestinamente con il Comitato di Liberazione Nazionale locale, aiutando ebrei e antifascisti a sottrarsi alla cattura e alla deportazione.
Il 23 novembre 1944, durante un rastrellamento condotto dalle SS e dai militi della Guardia Nazionale Repubblicana, fu arrestato mentre usciva dalla sua abitazione per recarsi in servizio.
Tonelli fu imprigionato nella caserma del XXI Fanteria a La Spezia, poi trasferito nelle carceri di Marassi e infine deportato nel campo di raccolta di Bolzano, da cui fu inviato il 1º febbraio 1945 al campo di concentramento di Mauthausen, in Austria. Morì il 21 marzo 1945 nel sottocampo di Gusen II a causa delle terribili condizioni di prigionia o, secondo quanto raccontato dal nipote Alberto che aveva interrogato alcuni sopravvissuti Migliarinesi deportati nello stesso campo, fu ucciso con un'iniezione letale e poi bruciato in una fossa comune.

## Commemorazione
Il 29 gennaio 2024, nell’ambito della "Settimana della Memoria", è stata posata una pietra d'inciampo a La Spezia in suo onore, insieme a quelle dedicate agli agenti Lodovico Vigilante, Nicola Amodio e Domenico Tosetti, anch’essi deportati a Mauthausen per aver collaborato con la Resistenza italiana e aiutato ebrei perseguitati.

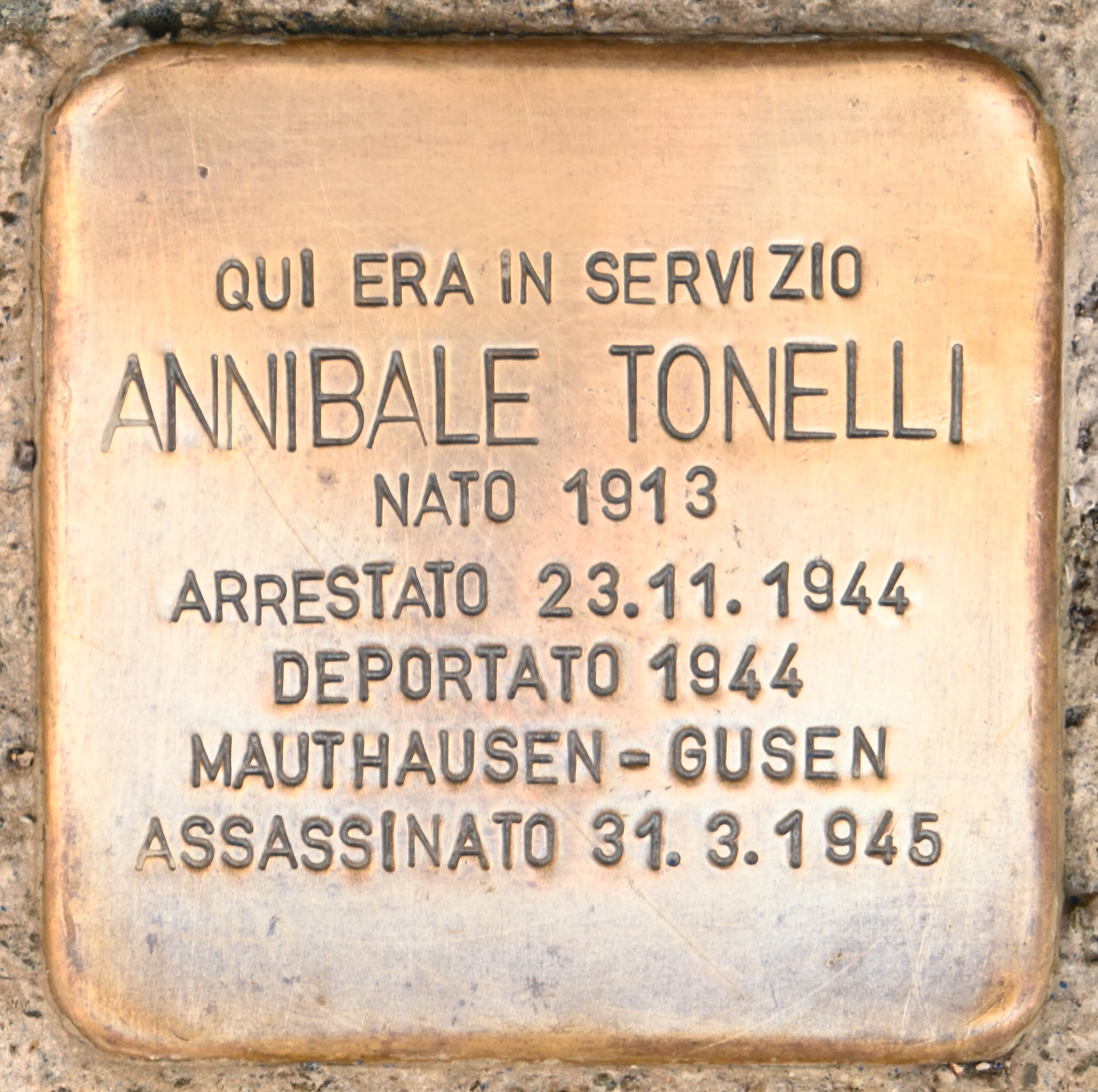
La pietra d'inciampo in memoria di Annibale Tonelli a La Spezia